# Üebermutter
Üebermutter is een 2006 opgerichte Neue Deutsche Härte-band. Ze raakte ook buiten het metalpubliek bekend door haar postfeministisch concept, de Rammstein-achtige muziekstijl en de door Lucilectric populaire zangeres Luci van Org.

## Historie
Luci van Org heeft Üebermutter als reactie op een hoofdartikel in de krant Die Zeit opgericht. Dit artikel beweerde dat emancipatie voor vrouwen niet alleen voordelen heeft. Volgens Van Org was dit de druppel die de emmer deed overlopen. In een gesprek met Spiegel Online zei zij, en haar album en de band kwamen voort uit haar woede daarover, dat opeens iedereen haar lot als vrouw ging bespreken. Volgens een gesprek met Rock Hard kwam daar nog haar woede over een volgens haar steeds verder om zich grijpende bigotterie en traditionalisme bij. Hierbij was het concept voor Üebermutter in samenwerking met Michael Kernbach bedacht, nadat hij enkele tekstfragmenten en muziek-schetsen voor haar had gemaakt. Tevens zei Van Org, dat de muziek uit haar affiniteit tot hardere stijlen is ontstaan.
Twee van haar bandleden, Anja Schlemm (bas) en Peggy Junghanns (gitaar), waren lid van de Berlijnse Rammstein coverband stiefMutter. Drummer Sabine Ahlbrecht kwam vanuit Nervous Germans en Drei Flaschen bij de groep. Van Org presenteerde de vrouwen als haar „leger des onheils“. Gitarist Michael Brettner kwam, als enige man, van Guildo Horn & Die Orthopädischen Strümpfe bij de band. Hij was de „onheiland“, die door eigen, heldhaftig verdragen pijn, zijn aard van alle patriarchalische zonden van duizenden jaren moest verlossen.
De band had 2007 een contract met Roadrunner Records, aangeboden door de A&R-manager van Roadrunner Records nadat deze demotapes van Üebermutter had gehoord en de band in de repetitieruimte was komen opzoeken. Debuutalbum Unheil! verscheen in 2008 bij Roadrunner Records. Er waren meerdere live optredens in Duitsland. Later ging Van Org zich weer meer met andere projecten bezighouden, pas in 2017 verschenen weer nieuwe muziekvideo's. De band speelde in 2017 ook een akoestische set op het Wave-Gotik-Treffen.

## Concept
Üebermutter werd met betrekking tot debatten over de rol van de vrouw in persteksten als „postfeministische Metal-Band“ geprezen. Hierbij werden en bij deze discussie betrokken personen zoals Eva Herman aangevallen (naar aanleiding van haar boek Das Eva-Prinzip, waarin werkende vrouwen als egoïstisch afgeschilderd worden, de biologische rol van de vrouw is volgens haar familie en moederschap) en vertegenwoordigers van de popcultuur. Expliciet is de perstekst gericht tegen Roger Cicero en de tekstschrijvers van Barbara Schöneberger, die volgens Luci van Org „overgeleverde“ ideeën van vrouw en mens verspreidden en vrouwen in aloude rolpatronen toonden. Thomas Winkler schreef in dagblad taz hierover, dat Üebermutter met behulp van ironie zij aan zij met nieuwe feministes inzet voor vrouwelijke kracht en zelfvertrouwen en tegen de zogenoemde drie K vecht: Kinder, Küche, Kirche. Tegelijk laat Van Org weten, elk -isme kritisch te zien. Ze ziet zichzelf niet als feministe, maar eerder als gerechtigheidsfanaat, die gelijke rechten, plichten en mogelijkheden voor iedereen wil.
Haar concept omvat hierbij ironiserende en sarcastische teksten en martialisch-militaire esthetica en sadomasochistische ensceneringen. Deze is een verwijzing naar een esthetica van naoorlogse jaren 50 flair, S/M uniformen en accessoires, postfeministisch imago en pacifistisch, maatschappijkritisch moraliserende stellingen. Bijvoorbeeld zijn er teksten die naar de verwoordingen van de Blut und Boden-ideologie. Door deze frases in een overdreven context te gebruiken wil de band een statement tegen totalitarisme maken. Ook de titel van haar album, Unheil!, en de verwijzing naar Raising the Flag on Iwo Jima op de cover spelen hierop in: Unheil is het absolute tegendeel van ‘Heil!’ en Raising the Flag is, net als het hijsen van elke vlag van overwinning, voor haar een perverse glorificatie van leed en dood. Met dit soort verwijzingen wil Üebermutter de ideologie achter deze motieven als absurd ontmaskeren. Desondanks staan de teksten ook in een persoonlijke achtergrond van het leven van Luci van Org. De verwijzingen naar seksueel misbruik in Mädchen Teil Zwo zijn gebaseerd op eigen ervaringen.

## Stijl
De muziek van Übermutter valt binnen de stijl van Neue Deutsche Härte. Recensies vergelijken de band vaak met Rammstein. Dat is volgens Van Org met opzet, maar ook Laibach en „ontelbare“ andere bands zijn voor haar een inspiratie. De zangstijl werd vaak vergeleken met die van Nina Hagen.
Volgens de website Metal.de is de muziek een combinatie van keiharde gitaren, stampende drums en koel-industriële synthesizers. De website The Pit schreef in een recensie over knuppelharde, meters hoge gitaar-muren die op zwepende, drijvende drums treffen, gepaard met ondoorzienbare, koele synths, die ook deels de eigenschappen van een oorwurm kunnen claimen. Weber, van Rock Hard magazine schreef over spartaanse  „Stakkato-Riffing“, stilistisch in de nabijheid van Rammstein. Hij loofde hierbij bijzonder de zangprestaties van Luci van Org. Ook andere recensenten noemden haar zang bijzonder veelzijdig en met een bereik van 3 octaven „diepgaand“.

## Receptie
Voor haar debuutalbum Unheil! kreeg Üebermutter veel aandacht, maar ook duidelijk gemengde recensies. Naast muziektijdschriften zoals Rock Hard en Metal Hammer, net als diverse webzines schreven onder meer ook taz en Spiegel Online over Üebermutter.
Matthias Weckmann noemde muziek en concept in Metal Hammer „slecht en nep“. Ook de website CDStarts omschreef het album als slecht en noemde het concept een goedkoop excuus om weer eens aandacht van de media te krijgen. Andere recensies noemden Unheil! daarentegen buitengewoon en interessant, „vielversprechend“ (Metal.de), en er waren zelfs recensies die bijzonder onder de indruk waren van het positieve concept (Bizarre Radio, Dark Moments) en recensies die bijzonder de kwaliteit van de muziek onderstreepten (The Pit). Volkmar Weber van Rock Hard loofde en het concept en de muziek, hij noemde Unheil! polariserend en de zang van Luci van Org „fenomenaal“.

## Discografie
- 2008: Unheil! (Album, Roadrunner Records)
- 2008: Heim und Herd (Single, Roadrunner Records)